# Лачавес
Лачавес (словен. Lačaves) — поселення в общині Ормож, Подравський регіон‎, Словенія.